# كونراد الرابع ملك ألمانيا
كونراد الرابع (25 أبريل 1228 - 21 مايو 1254)، أحد أفراد سلالة هوهنشتاوفن، الابن الوحيد لإمبراطور فريدرش الثاني من زواجه الثاني بالملكة إيزابيلا الثانية من القدس. ورث لقب ملك القدس (كونراد الثاني) عند وفاة والدته في المخاض، وعُيِّن دوق شوابيا عام 1235، وانتخب والده ملكًا لألمانيا (ملك الرومان) وتوج ملكًا على إيطاليا (كونراد الرابع) في عام 1237، بعد خلع والده ووفاته عام 1250، حكم ملكًا على صقلية (كونراد الأول) حتى وفاته

## السنوات المبكرة
كان الطفل الثاني، لكنه بقي على قيد الحياة فقط ابن الإمبراطور فريدرش الثاني وإيزابيلا الثانية (يولاندا) ملكة القدس، ولد في أندريا في مملكة صقلية بجنوب إيطاليا، وتوفيت والدته بعد وقت قصير من ولادته وخلفها كملك لدولة القدس الصليبية. من قبل والده، كان كونراد حفيد إمبراطور هوهنشتاوفن هاينريش السادس وحفيد الإمبراطور فريدرش بربروسا. عاش في جنوب إيطاليا حتى عام 1235، عندما زار مملكة ألمانيا لأول مرة. خلال هذه الفترة، كانت مملكته في القدس التي حكمها والده وصيًا على العرش من خلال وكلاء، تعاني من الحرب الأهلية حتى أعلن كونراد بلوغه وفقدت وصية والده صلاحيتها.
في عام 1235، كان كونراد مخطوبا لابنة دوق بافاريا أوتو الثاني، ماتت قبل أن يتم الزواج، فتزوج أختها فيما بعد.

## الصعود إلى السلطة
عندما خلع الإمبراطور فريدرش الثاني ابنه الأكبر، الأخ غير الشقيق لكونراد، الملك هاينريش (السابع)، خلفه كونراد دوقًا لشوابيا في عام 1235. ومع ذلك، لم يتمكن الإمبراطور من انتخابه ملكًا على الرومان حتى عام 1237. في فيينا. كان الناخبون هم «رؤساء أساقفة ماينتس [ماينز]، وتريفيس [ترير]، وكولونيا، وأساقفة بامبرغ، وراتيسبون [ريغنسبورغ]، وفريسينغ [فريسينج]، وبادوفا، كونت بالاتينات-الراين ودوق بافاريا، وملك بوهيميا ولاندغراف تورينغيا ودوق كارينثيا». هذا اللقب، على الرغم من عدم الاعتراف به من قبل البابا غريغوري التاسع، افترض مستقبله كإمبراطور روماني مقدس. الأمير رئيس الأساقفة سيجفريد الثالث من ماينتس، بصفته المستشار الألماني الرئيسي، عمل كوصي للقاصر حتى عام 1242، عندما اختار فريدرش لاندغراف هاينريش راسب من تورينغيا، والملك فاكلاف الأول من بوهيميا لتولي هذه الوظيفة. تدخل كونراد مباشرة في السياسة الألمانية حوالي عام 1240. وقاد الحملة الصليبية ضد المغول عام 1241.
ومع ذلك، عندما حرم البابا إنوسنت الرابع فريدرش كنسياً عام 1245 وأعلن خلع كونراد، دعم هاينريش الراسب البابا وانتُخب بدوره ملك ألمانيا المنافس في 22 مايو 1246، تمكن هاينريش الراسب من هزيمة كونراد في معركة نيدا في أغسطس 1246، ولكن توفي بعد عدة أشهر. وقد خلفه فيلهلم الهولندي كملك منافس.
منذ ذلك الحين، يُنظر إلى ممارسة البابا للسلطة على أنها انتقال للسلطة في الإمبراطورية الرومانية المقدسة، والجدير بالذكر أن العديد من الأمراء انتهزوا هذه الفرصة لاكتساب المزيد من النفوذ بثروتهم الهائلة واستقرارهم النسبي على عكس النظام الملكي الممزق الذي ثبت أنه غير موثوق إلى حد ما، وبالمثل تم منح العديد من النبلاء قدرًا أكبر من الاستقلالية دون توجيه من الملك.
في عام 1246 أيضًا تزوج كونراد من إليزابيث، ابنة أوتو الثاني دوق بافاريا. وأنجبا ابنهما كونرادين في عام 1252، وفي عام 1250 قام كونراد بتسوية الوضع في ألمانيا مؤقتًا بهزيمة فيلهلم الهولندي وحلفائه من منطقة الراين.

## الحملة الايطالية
عندما توفي فريدرش الثاني في نفس العام، تم تمرير ألقاب ملكية في صقلية وألمانيا، وكذلك لقب إلى ملك القدس إلى كونراد، مع استمرار الصراع مع البابا، بعد أن هزيمته لفيلهلم في عام 1251، قرر كونراد غزو إيطاليا، على أمل استعادة السيادة والده الكبرى، وحيث كان أخوه غير الشقيق مانفريد بمثابة الوصي على العرش. في يناير 1252، غزا بوليا بمساعدة أسطول من البندقية ونجح في كبح جماح مانفريد وممارسة السيطرة على البلاد، أصدر كونراد هذا العام دساتير خلال فترة عهده في فوجيا، والتي استندت إلى أمثلة معروفة من عصور نورمان وأوائل هوهنشتاوفن، بالإضافة إلى ذلك كما تظهر المصادر الجديدة، حاول كونراد المصالحة مع البابا، لكن لم يتم التوصل إلى اتفاق، بعد وفاة فريدرش الثاني، سادت أعمال الشغب في أجزاء من مملكة صقلية، وحاولت عدة مدن الهروب من السيطرة الملكية. لذلك اضطر كونراد إلى القيام بعمل عسكري ضد الثورات. في أكتوبر 1253، غزت قواته نابولي.
ومع ذلك لم يكن كونراد قادرًا على إخضاع أنصار البابا، وقدم البابا بدوره صقلية إلى إدموند الأحدب ابن هنري الثالث ملك إنجلترا (1253). تم طرد كونراد كنسياً عام 1254 وتوفي بسبب الملاريا في نفس العام في لافيلو في بازيليكاتا. واصل مانفريد أولاً ثم ابن كونراد لاحقًا كونرادين، الصراع مع البابوية، على الرغم من عدم نجاحهم.
تزوجت إليزابيث أرملة كونراد من مينهارد الثاني، كونت تيرول، الذي أصبح عام 1286 دوق كارينثيا.
بدأت وفاة كونراد عام 1254 بدأت فترة خلو العرش، والتي لم يتمكن خلالها أي حاكم من السيطرة بلا منازع على ألمانيا. انتهى هذه الفترة في 1273 بانتخاب رودولف هابسبورغ ملكًا على الرومان.